# Kamizelka (nowela)
Kamizelka – nowela Bolesława Prusa, wydana w 1882 roku, uznana za arcydzieło nowelistyki. Utwór jest szkicem z życia codziennego ubogich mieszkańców Warszawy. Narrator − właściciel tytułowej kamizelki − odtwarza jej historię na podstawie wyglądu i retrospektywnie ujętych obserwacji życia jej poprzedniego właściciela. Nowela została przełożona na język rosyjski, hebrajski, słowacki, czeski, niemiecki, włoski, angielski i francuski.

## Czas i miejsce akcji
Akcja rozgrywa się w czasach współczesnych autorowi, w Warszawie, w jednej ze starych kamienic. Całość wydarzeń odbywa się w przestrzeni zamkniętej: miejsce, gdzie znajduje się narrator, przypomina salę kinową, a okno do pokoju sąsiadów ekran na tle szarej ściany kamienicy.

## Fabuła
Tytułowa kamizelka została kupiona przez narratora za pół rubla od żydowskiego handlarza; niegdyś należała do jego sąsiadów. Z przodu spłowiała, ma dużo plam, przetarty tył, brak w niej guzików, i ma dwa ściągacze: pierwszy ze sprzączką skrócony i przyszyty, a drugi pokłuty ząbkami sprzączki. Kamizelka była więc podniszczona i przypominała o smutku sąsiadów. 
Małżeństwo, do którego niegdyś należała kamizelka, przyjechało do warszawskiej kamienicy na początku kwietnia. Ludzie ci wstawali wczesnym rankiem, pili herbatę z blaszanego samowaru, razem wychodzili do pracy: ona na lekcje do szkoły, on do biura. Byli ludźmi młodymi, spokojnymi. Żona szczupła, lubiła krawiectwo; mąż tęgi i zapracowany. Co niedzielę wychodzili na spacer i wracali wieczorem. W kwietniu mieszkali razem ze służącą, w lipcu zostali sami, a w październiku pozostała tylko pani, gdyż jej mąż zmarł na gruźlicę. Gdy mężczyzna chudł, skracał jedną sprzączkę, aby nie martwić żony, drugą skracała ona, żeby dodać mu otuchy. Tym sposobem oszukiwali się nawzajem w dobrej wierze. Po śmierci męża kobieta wyjechała z miasta.

## Bohaterowie
- Pan – był urzędnikiem najemnym, jego choroba była główną przyczyną dramatu noweli. Był tęgim, pracowitym człowiekiem, często wypełniającym dokumenty do późnej nocy. Zmarł w październiku na gruźlicę, której pierwsze objawy wystąpiły u niego w lipcu.
- Pani – nauczycielka, dorabiająca szyciem. Była szczuplejsza od męża. W utworze cechowała się silnym charakterem, ale bardzo bała się o męża, dlatego uciekła się do podstępu z kamizelką. Troszczyła się o swojego męża i była bardzo zapracowaną kobietą.
- Narrator – mieszkaniec warszawskiej kamienicy, sąsiad małżonków, doświadczony przez los, człowiek przeciętny, jednak obdarzony znaczną wrażliwością, naturą refleksjonisty i zmysłem obserwacyjnym. Optymista widzący świat przez pryzmat lekkiej ironii[2]. Widział ich mieszkanie z okna. Lubił kolekcjonować przedmioty, dlatego kupił od żydowskiego handlarza tytułową kamizelkę. Kolekcja miała dla niego wartość sentymentalną. Można również wywnioskować, iż nie jest narratorem wszechwiedzącym, gdyż nie jest w stanie usłyszeć wszystkich rozmów pary.
- Żyd – handlarz żydowskiego pochodzenia, który sprzedał narratorowi tytułową kamizelkę za pół rubla.
- Doktor – zostaje wezwany do mieszkania małżeństwa do chorego Pana, diagnozuje u niego gruźlicę.

## Literatura przedmiotu
- M. Kozanecki, Bolesław Prus: "Katarynka" (Analiza i interpretacja noweli), Roczn. Kom. Hist.Lit. PAN Kraków 10 (1972)